# Argolândia

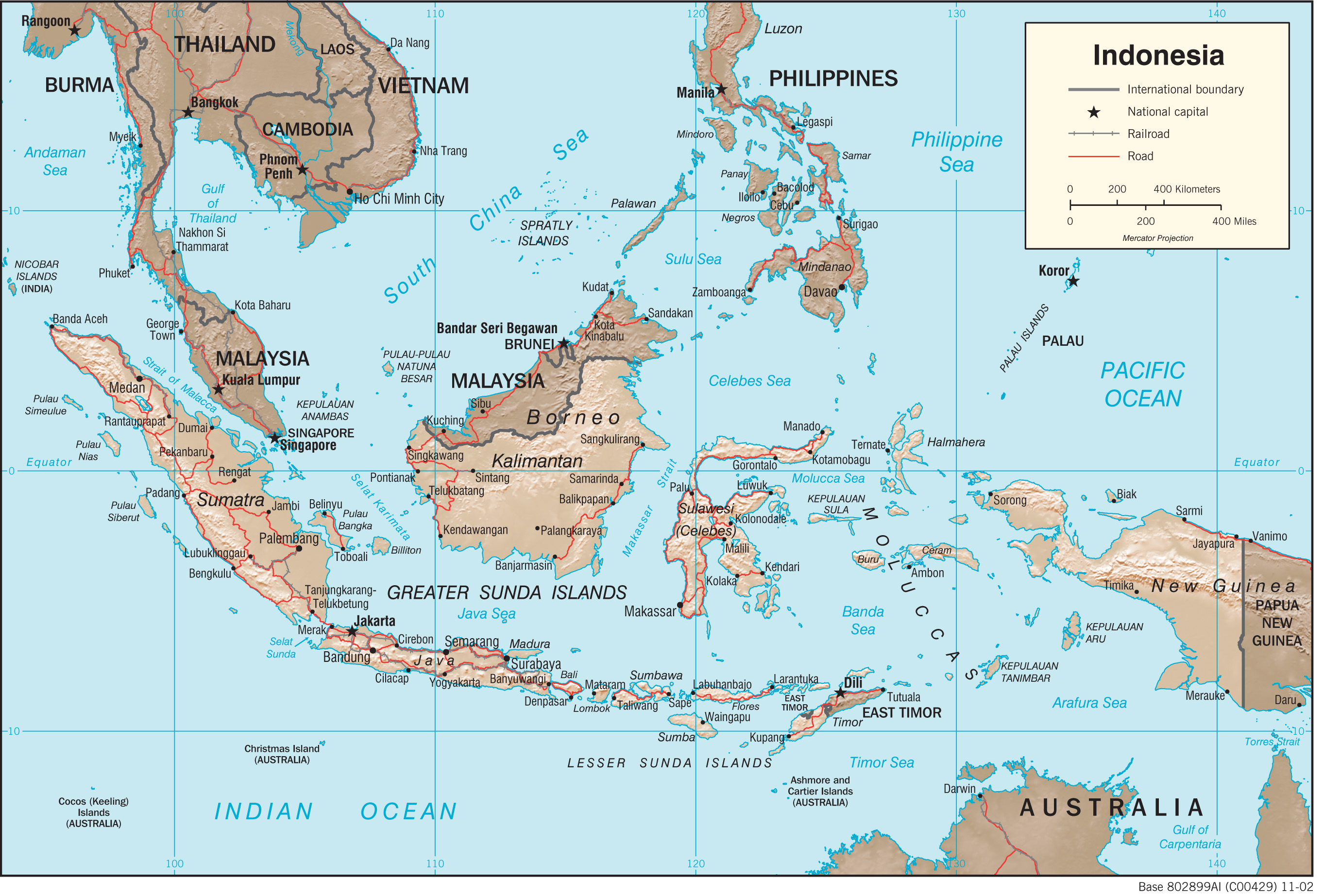
Mapa fisiográfica da Indonésia

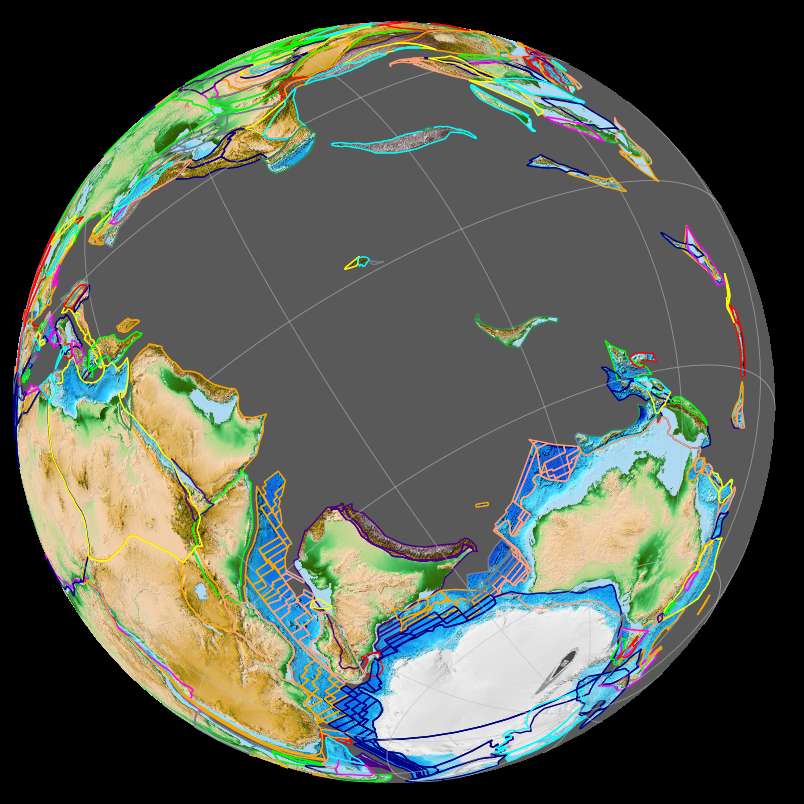
Gondwana há 120 milhões de anos

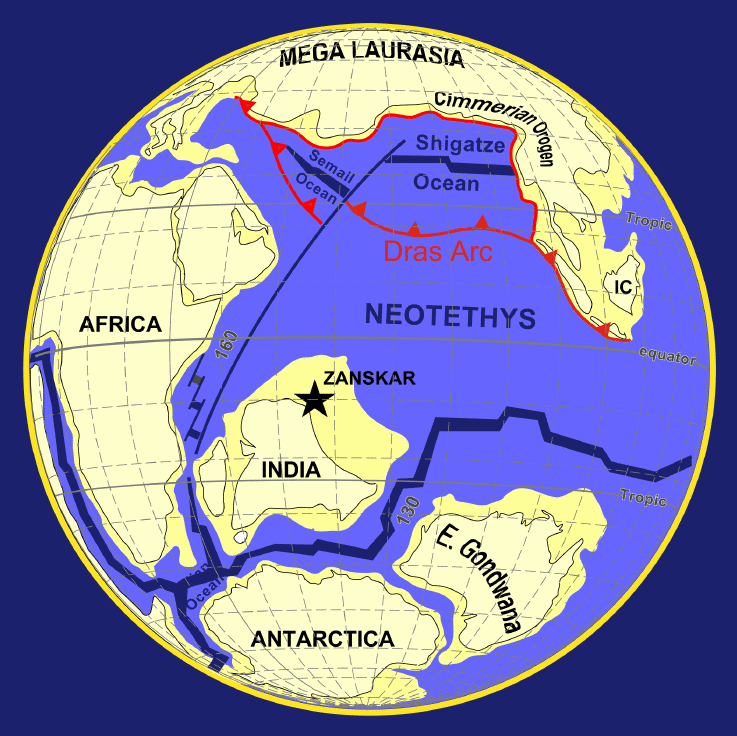
Reconstrução de placas tectônicas há 100 milhões de anos

Argolândia é o nome provisório de um paleocontinente hipotético de 5 mil quilômetros de extensão que foi sugerido ter se separado do noroeste da Austrália quando fazia parte de Gondwana, há cerca de 155 milhões de anos (Jurássico Superior).

## História
A evidência disso foi extraída da existência de uma bacia escondida nas profundezas do oceano, Planície Abissal de Argo, situada a noroeste da Austrália. Este epíteto foi atribuído ao fragmento continental em virtude da referida característica geográfica singular. Em um artigo em outubro de 2023, os geógrafos da Universidade de Utreque, Eldert Advokaat e Douwe van Hinsbergen tentou reconstruir Argolândia, onde é sugerido que era um arquipélago em vez de um continente sólido e atualmente seus fragmentos derivados de Gondwana são o sudoeste de Bornéu, as ilhas Balabagan, Java Oriental, Sulawesi do Sul, bloco da Birmânia Ocidental e bloco Mount Victoria Land.
Durante algum tempo a evolução da Argolândia era desconhecida. Os pesquisadores esperavam encontrar um continente submerso sob as ilhas do Sudeste Asiático, mas nenhum foi encontrado. Houve uma série de hipóteses, por exemplo, sugerindo que seus restos mortais são Java Oriental e Sulawesi Ocidental, ou que evoluiu para a Birmânia Ocidental. No entanto estas sugestões pareciam controversas, uma vez que estas áreas estavam rodeadas por remanescentes muito mais antigos, datados de até 205 Ma atrás, o que não corresponderia bem às atuais teorias da tectónica de placas.

Advokaat e Hinsbergen concluíram que a fragmentação da Argolândia começou há cerca de 215 Ma, muito antes de se separar da Austrália e sempre consistiu em fragmentos microcontinentais separados. Advokaat e Hinsbergen reconstroem que "Argolândia se originou na margem norte da Austrália entre Bird's Head no leste e a zona de fratura Wallaby - Zenith no oeste, ao sul da qual fazia fronteira com a Grande Índia" e invadiu o que eles chamam de "Argopélago" durante no rifte do Triássico Superior do terreno Lhasa da margem de Gondwana.